# Вільям Генді
Ві́льям Христо́фер Ге́нді (англ. William Christopher Handy, 16 листопада 1873, Флоренс, Алабама — 28 березня 1958, Нью-Йорк) — корнетист, вокаліст, композитор. Знаний, як автор і виконавець блюзів — прозваний «Батьком Блюзу».

## З біографії
Як корнетист виступав впродовж деякого часу з The Bessemer Brass Band, а також з вокальним квартетом у 1893 році на виставці-експозиції в Чикаго. Починаючи з 1896 року був солістом в оркестрі Mahara's Minstrels, де пропрацював 7 років на постійних гастролях, як музичний директор. Впродовж цього періоду навчався в музичних студіях, паралельно закінчивши Ханствільський агрокультурний і механічний коледж.
Він ще під час навчання організував свій колектив, який грав танцювальну музику у місцевих закладах, але одного разу публіка зажадала від них щось інше і прогнала зі сцени, на яку вийшли місцеві музиканти, що виконали примітивний блюз. Генді зрозумів, яка сила криється в народних мелодіях і став сам складати пісні, які назвав блюзами. Його власний оркестр став одним з найвідоміших на Півдні й отримав популярність завдяки власній композиції «Memphis Blues», яка була вперше опублікована в 1912 році. Англійський прикметник «blue» з XVI століття люди пов'язували не тільки з синім кольором, але й з характеристикою людини, його настроєм, коли він знаходився в розпачі та сумі. У наступному столітті з'явився вираз «blue devils» (дияволи смутку), яким стали називати демонів, що начебто викликають такий стан душі, а в середині XVIII століття його зрештою скоротили до «blues».
Генді тільки зв'язав його з музикою, давши цю назву новому жанру. Його не вважають першовідкривачем жанру, але головна заслуга Генді в тому, що, пишучи блюзи і друкуючи ноти пісень, він сприяв значному поширенню та популярності жанру. Він сам написав близько сорока блюзів, найзнаменитішим з яких став St. Louis Blues. Назва цієї пісні стало і назвою хокейного клубу НХЛ з Сент-Луїса — Сент-Луїс Блюз.

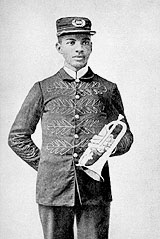

Серед інших творів Генді відомі Yellow Dog Blues, Beale Street Blues тощо. У 1917 році він поїхав з власним оркестром до Нью-Йорка для запису блюзів на грамплатівку, а пізніше переїхав туди з своїм партнером Гаррі Пейсом (Harry Pace) і відкрив свій бізнес — музичне видавництво. Впродовж 1920-x років діяв активно, як композитор і видавець власних блюзів. Організував у 1926 році турне з виступом оркестру Jelly Roll Morton's Band у штатах Айова та Індіана.
Впродовж 30-x років виступав з Clarence Davis Band і впродовж 1932 року співпрацював з групою Олд Таймерс (Old Timers).
У 1936 році утворив в Appollo в Нью-Йорку власний оркестр, керований скрипалем Біллі Батлером (англ. Billy Butler).
У 1938 році в Карнегі-холі відбувся святковий концерт на честь 65-річчя Генді. A в 1939 році він зробив на платівку запис своєї гри на корнеті та співу з Дж. Гіббінботомом в Едмонд-Холлі (Edmond Hall). У 1943 році отримав в автокатастрофі серйозні пошкодження, але продовжував свій видавничий бізнес далі.
Помер у 1958 році в Нью Йорку. В останню путь його проводжали 150 000 осіб. Пам'ять Генді була увічнена бронзовою статуєю в Мемфісі, штат Теннессі (1060 рік), а також у Флоренсі, штат Алабама; випуском пам'ятної марки в 1969 році, запровадженням музичної нагороди його імені, яка з 1980 року вручається найкращим блюзовим виконавцям.